# Марія Ань Го
Марія Ань Го (кит.: 婦安郭瑪利; 1836, провінція Хебей, Китай — 11 липня 1900, там же) — свята Римсько-Католицької Церкви, мучениця.

## Біографія
Під час боксерського повстання 1899—1900 років у Китаї, християни зазнавали жорстоких гонінь. 11 липня 1900 року Марія Ань Го була заарештована разом із матір'ю чоловіка Анною Ань Синь і родичками — Анною Ань Цзяо та Марією Ань Лінхуа. Повстанці вимагали від них відмовитися від християнства. Заарештовані жінки залишилися вірними своїй вірі, внаслідок чого їх вивели за межі села і стратили.

## Прославлення
Марія Ань Го була беатифікована 17 квітня 1955 року Римським Папою Пієм XII і канонізована 1 жовтня 2000 року Папою Римським Іоанном Павлом II, разом з групою 120 китайських мучеників.
День пам'яті в Католицькій Церкві — 9 липня.

## Джерело
- George G. Christian OP, Augustine Zhao Rong and Companions, Martyrs of China, 2005, стор. 88 (англ.)